# Operação Downfall
A Operação Downfall foi o nome de código dado ao plano dos Aliados para a invasão do Japão no final da Segunda Guerra Mundial. A operação foi cancelada quando o Japão se rendeu, após aos Bombardeamentos de Hiroshima e Nagasaki e a invasão soviética na Manchúria.

## História
A invasão do Japão estava nos planos dos aliados na Segunda Guerra Mundial desde o início das hostilidades. Existe, entretanto, muita controvérsia a respeito da invasão, pois tendo em vista a combatividade dos soldados japoneses, esperava-se um "banho de sangue", com um número expressivo de baixas.
A Operação Downfall consistia em duas etapas de desembarques anfíbios no arquipélago nipônico. A primeira etapa (Operação Olympic) seria na porção meridional do arquipélago, em novembro de 1945 (ilhas de Kyushu e Shikoku), enquanto a URSS invadiria a ilha setentrional (Hokkaido). A segunda etapa (Operação Coronet) seria a invasão da ilha principal (Honshu) em março de 1946.
Os americanos estavam divididos em relação ao procedimento a ser adotado. O grupo político de Roosevelt pretendia manter o planejado e invadir o território japonês juntamente com a União Soviética. Entretanto o grupo político em torno de Truman preferia utilizar a bomba atômica para apressar o fim da guerra e evitar que tropas soviéticas também ocupassem partes do Japão.
Quando Roosevelt morreu e Truman assumiu o poder, a guerra na Europa já havia se encerrado. O sucesso do teste da bomba atômica fortaleceu a ideia de um ataque nuclear ao Japão como forma de acelerar o fim da Guerra.
Caso o Japão não se rendesse mesmo diante das bombas atômicas e da ofensiva soviética contra suas forças que ocupavam a China e Coreia, os americanos pretendiam utilizar outras 5 bombas contra as grandes concentrações de forças militares japonesas em Novembro, quando a Operação Downfall seria concretizada.

### Os bombardeios atômicos de Hiroshima e Nagasaki
Dois dias antes da planejada declaração de guerra soviética ao Japão (8 de agosto de 1945) os EUA lançam a primeira bomba atômica contra Hiroshima (6 de agosto de 1945). No dia do início da ofensiva soviética contra as forças japonesas no continente (Operação Tempestade de Agosto), foi lançada a segunda bomba atômica sobre o Japão, na cidade de Nagasaki (9 de agosto de 1945).
Os americanos acreditavam que devido à enorme tradição e o amor que os japoneses possuem por sua terra natal, o bombardeio de Hiroshima e Nagasaki causaria, além da destruição física e econômica destas, um grande impacto psicológico no povo e nos governantes japoneses. Com isto, os EUA acreditavam que o Japão finalmente se renderia.
A potência explosiva dos artefatos nucleares bem como a destruição e o número de baixas causados nas explosões arrefeceram os ânimos dos Japoneses, ocasionando a rendição dos mesmos e então o término da Guerra do Pacífico, desencadeando o fim da Segunda Guerra Mundial.

## O fim da Operação Downfall e as consequências do ataque nuclear
No Japão uma rebelião de generais tem início em 12 de agosto, e culmina com um processo de quase golpe de Estado no dia 14. No dia 15 de agosto o Japão declara a rendição, mas as forças americanas e soviéticas só interrompem o avanço em 1 de Setembro, nas vésperas da assinatura da rendição em 2 de setembro. Neste meio tempo a Coreia foi dividida em duas partes, ao norte ocupada pelos soviéticos e ao sul pelos americanos.
A primeira consequência foi operacional da rendição nestes moldes significou o cancelamento da Operação Downfall. Dentro dos EUA isto deu mais força aos que defendiam quem os Estados Unidos deveriam governar o mundo sozinhos e não em aliança com a União Soviética como defendia Roosevelt.
Em termos estratégicos e históricos, os ataques nucleares ao Japão podem ser pensados como o primeiro ato da Guerra Fria. Significou garantir o Japão como país ocupado exclusivamente pelas tropas americanas, sem ingerência soviética, portanto aliado dos EUA. Ao mesmo tempo preparou terreno para uma divisão mal resolvida da Coreia, que desembocaria em novos conflitos (a Guerra da Coreia entre 1950 e 1953), principalmente após a vitória dos comunistas na China em 1949.
O cancelamento da Operação Downfall na dramática sequência dos bombardeamentos de Hiroshima e Nagasaki também pode ser pensado como o início da corrida armamentista entre EUA e URSS, pois os soviéticos iniciaram um esforço desenfreado para obter esta nova arma.